# Sabu Martinez
Louis "Sabu" Martinez, född 14 juli 1930 i New York, död 13 januari 1979, var en amerikansk jazzmusiker (percussionist).
Martinez inledde sin karriär på 1940-talet och spelade tillsammans med Dizzy Gillespie och Benny Goodman. År 1949 inledde han ett samarbete med Art Blakey, vilket varade i nio år. År 1957 kom Martinez första soloalbum, Palo Congo, och tre år senare Sabu's Jazz Espagnole tillsammans med Louie Ramirez. 
År 1967 flyttade Martinez till Sverige, där han kom att samarbeta med en rad artister, bland andra Lill Lindfors, Gugge Hedrenius, Merit Hemmingson, Radiojazzgruppen och Cornelis Vreeswijk. År 1968 släpptes Martinez första svenska soloalbum, Groovin´ With (Metronome MLP 15316), med ackompanjemang från Rune Gustafsson och Sture Nordin. Egentligen var musikerna bokade för att spela på Cornelis Vreeswijks album Tio Vackra Visor Och Personliga Person, men när Vreeswijk inte infann sig i studion en dag beslöt producenten Anders Burman att spela in ett album med Martinez. År 1973 utgav han albumet Afro Temple (Grammofonverket EFG 7341) tillsammans med bland andra Bernt Rosengren, Christer Boustedt, Red Mitchell och Ali Lundbohm.